# Шварц, Эббе
Эббе Шварц (дат. Ebbe Schwartz; 3 мая 1901, Скаген, Йёрринг — 19 октября 1964, Гонолулу) — датский футбольный функционер. Он был первым президентом европейской футбольной ассоциации УЕФА.

## Карьера
Шварц являлся с 1913 года и до самой своей смерти в 1964 году членом датского футбольного клуба Академиск Копенгаген и занимал там с 1948 по 1955 годы пост казначея. С 1950 года и до самой смерти являлся президентом датского футбольного союза ДФС. Кроме того, Шварц был с 1954 по 1962 год первым президентом европейской футбольной ассоциации УЕФА, затем с 1962 по 1964 — членом исполнительного комитета и вице-президентом международной футбольной ассоциации ФИФА.